# 피터 토시
피터 토시(Peter Tosh, 1944년 10월 19일 ~ 1987년 9월 11일)는 자메이카의 남자 가수 겸 싱어송라이터이며 레게 뮤지션이다.

## 생애

### 음악 활동
1961년 솔로 스카 가수 첫 데뷔한 그는 1962년 밥 말리, 버니 웨일러 등과 의기상투하여 스카 밴드 〈Teenagers〉의 기타리스트, 보컬리스트 겸 키보디스트로 활동하였으며 1965년 레게 밴드 〈Wailing Brothers〉의 기타리스트, 보컬리스트, 바이올리니스트 겸 키보디스트로 활동하였고 이듬해 1966년 레게 밴드 〈Wailers〉의 기타리스트, 보컬리스트, 바이올리니스트 겸 키보디스트로 활동하였으며 이후 레게 음악 기타리스트 겸 키보디스트 활동하며 레게 음악 연주가로 인기를 구가한 그는 1976년 레게 음악 장르를 본격 표방으로써 솔로 가수 활동을 재개하였다. 이어 그는 2년 후 1978년 자메이카·미국 합작 영화 《Rockers》의 단역 출연을 통하여 영화배우 데뷔하였다.

## 유명세
자메이카 국민 훈장과 자메이카 명예 공로 훈장을 받은 그는 밥 말리, 버니 웨일러, 투츠 히버트, 존 홀트 등과 아울러 자메이카 레게 음악가 1세대라 일컬어진다.
특히 그는 레게와 재즈 록과 R&B의 접목을 다룬 융합형 레게 음악으로 큰 주목을 받았다.

## 음반 목록
- Legalize It
- Equal Rights
- Mystic Man